# 가미코시키촌
가미코시키촌(일본어: 上甑村)은 일본 가고시마현 사쓰마군의 고시키지마 열도에 있던 촌이다.

## 지리
증도열도 북중부에 위치하고 있으며, 증도열도의 가미카시마섬 일부와 나카카시마섬 전체로 구성되어 있다. 

## 역사
- 1889년 2월 1일 - 정촌제 시행에 의해 가미코시키촌이 성립하였다.
- 2004년 10월 12일 - 센다이시·히와키정·이리키정·도고정·사토촌·시모코시키촌·가시마촌과 합병해 사쓰마센다이시가 되었다.

## 교통

### 도로
- 가고시마현도 제348호선
- 가고시마현도 제351호선
- 가고시마현도 제352호선

## 참고 문헌
- 角川日本地名大辞典編纂委員会,『角川日本地名大辞典 鹿児島県』1983, 角川書店